# Golfo di Carini
Il golfo di Carini è un'ampia insenatura naturale compresa tra punta del Passaggio (a est) e punta Raisi (a ovest), nella costa nord-occidentale della Sicilia. Lungo la sua linea di costa insistono i territori di 4 comuni.